# تاريخ البطاركة

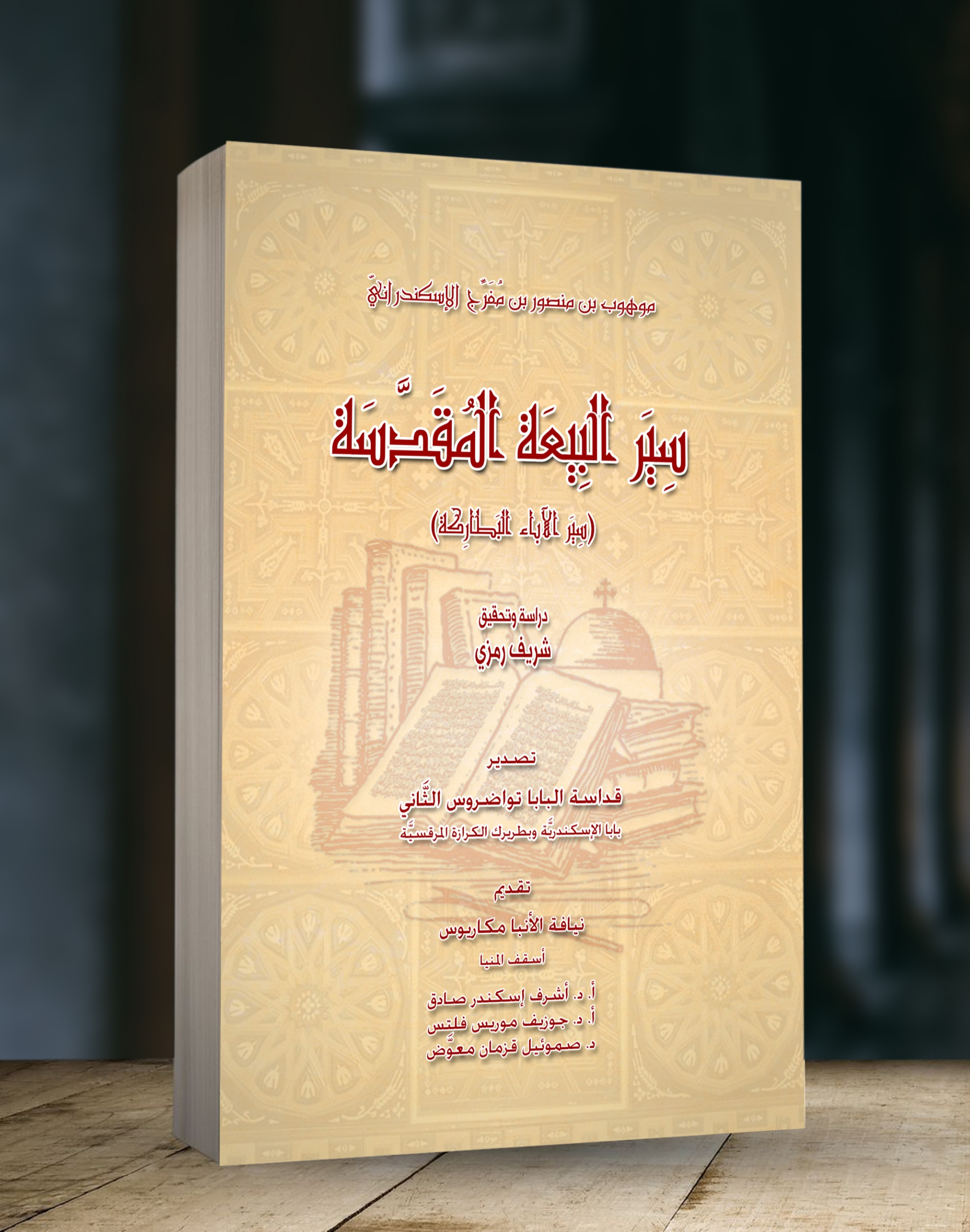
«سِيَر البِيعَة المُقَدَّسَة» لموهوب بن منصور بن مُفَرِّج الإسكندراني، دراسة وتحقيق/ الباحث شريف رمزي عضو اللجنة البابوية للتاريخ القبطي

تاريخ بطاركة الإسكندرية، واسمه الأصلي: "سير البيعة المقدّسة"، هو أحد أهمّ المصادِر التَّاريخيَّة الَّتي ترجِع إلى حِقبةِ العُصور الوسطى، وهو وإنْ كان يؤرِّخ بشَكلٍ أساسيّ لسِيَرِ بطاركة الكنيسة القبطيَّة، إلاَّ أنَّه -وكما يذكر الباحث شريف رمزي مُحقّق العمل- يُقَدِّم أيضًا صورةً غاية في الأهمِّيَّة عن تاريخ مصر السِّياسيّ والاجتماعيّ بعُيونِ المؤرِّخين الأقباط.
كان الاعتقاد الشَّائع -على مدى عقودٍ خلَت- أنَّ الأنبا ساويرُس بن المُقَفَّع († بعد 987م)، أُسقُف الأشمونَين ذائع الصِّيت الَّذي اشتهر بعلمهِ ونبوغهِ وكثرة مؤلَّفاتهِ اللاَّهوتيَّة, هو أوَّل مَن تصدَّى لجمع سِيَر البِيعَة الَّتي كانت مُتناثِرة على أيَّامهِ في عددٍ من الأديرة القديمة, وترجمتها من اللُّغةِ القبطيَّة إلى اللُّغةِ العربيَّة, ومن ثَمَّ إعادة صياغتها على النَّحو الَّذي وصَل إلينا. لكن الدِّراسات الحديثة الَّتي أُجريَت في هذا المضمار تنفي عن ابن المُقَفَّع ذلك الدَّور, وتَنسب العمل بصورتهِ الحالية إلى الشَّمَّاس والأرخُن موهوب بن منصور بن مُفَرِّج الإسكندرانيِّ, ومُؤلِّفين آخرين في أزمنةٍ تالية.

## الوصف
قام باسل توماس ألفريد إيفيتس بتحرير النصف الأول من النص العربي المعروف باسم تاريخ بطاركة الكنيسة القبطية في الإسكندرية وترجمه إلى اللغة الإنجليزية. تم نشر الباقي من قبل اوزوالد بورميستر مع الترجمة الإنجليزية. يقدم هذا العمل تجميعًا لتاريخ بطاركة الكنيسة القبطية بالإسكندرية.
الأجزاء السابقة من النص مشتقة بشكل رئيسي من يوسابيوس والتقليد القبطي. ولكن ابتداءً من القرن السادس وما بعده، تطول السير الذاتية وغالبًا ما تبدو مستمدة من وثائق كتبها شهود عيان على الأحداث المسجلة. تم تسجيل الفتح الإسلامي لمصر، وشهد عيان رواية حية تضمنت الإطاحة بالخليفة الأموي الأخير، مروان الثاني.
يروي ساويرس أيضًا المعجزة الشهيرة لتحريك جبل المقطم أثناء حكم الخليفة الفاطمي المعز حوالي عام 975 (شاهد عيان في تلك الفترة). ومنذ ذلك الحين تم توسيع النص الكامل مع الملحقات والتوابع التي تصل إلى عام 1894. في الواقع، هناك مخطوطة واحدة غير منشورة تستمر في النص حتى عام 1923.
توقف إيفتس مع البطريرك الثاني والخمسين، يوسف، الذي توفي عام 849. تم نشر وترجمة المواد اللاحقة من قبل العديد من العلماء بقيادة اوزوالد بورميستر في القاهرة.